# توماس روهريجير
توماس روهريجير (بالألمانية: Thomas Rohregger)‏ مواليد 23 ديسمبر 1982 في إنسبروك، هو دراج نمساوي سابق في صنف سباق الدراجات على الطريق. سبق أن شارك في دورة الألعاب الأولمبية الصيفية.

## سجل النتائج

### سباقات أو مراحل فاز بها
- طواف إسبانيا

## روابط خارجية
- توماس روهريجير على موقع الاتحاد الدولي للدراجات (الإنجليزية)
- توماس روهريجير على موقع أرشيف الدراجات (الإنجليزية)
- توماس روهريجير على موقع إحصائيات الدراجات الإحترافية (الإنجليزية)
- توماس روهريجير على موقع نسبة الدراجات (الإنجليزية)
- توماس روهريجير على موقع CycleBase (الإنجليزية)
- توماس روهريجير على موقع اللجنة الأولمبية الدولية (الإنجليزية)
- توماس روهريجير على موقع أوليمبيديا (الإنجليزية)